# Kanton Châteauneuf-Côte-Bleue
Der Kanton Châteauneuf-Côte-Bleue war bis 2015 ein französischer Wahlkreis im Département Bouches-du-Rhône und in der Region Provence-Alpes-Côte d’Azur. Er umfasste sechs Gemeinden im Arrondissement Istres; sein Hauptort (frz.: chef-lieu) war Châteauneuf-les-Martigues. Der zweite Namensbestandteil leitet sich von der Côte Bleue ab. Die landesweiten Änderungen in der Zusammensetzung der Kantone brachten im März 2015 seine Auflösung.
Der Kanton war 111,22 km2 groß und hatte zuletzt 46.065 Einwohner (Stand: 2012). Er bestand aus folgenden Gemeinden:
| Gemeinde                  | Einwohner (Stand: 2022) | Code postal | Code Insee |
| ------------------------- | ----------------------- | ----------- | ---------- |
| Carry-le-Rouet            | 5717                    | 13620       | 13021      |
| Châteauneuf-les-Martigues | 18.364                  | 13220       | 13026      |
| Ensuès-la-Redonne         | 5796                    | 13820       | 13033      |
| Gignac-la-Nerthe          | 10.030                  | 13180       | 13043      |
| Le Rove                   | 10.933                  | 13740       | 13110      |
| Sausset-les-Pins          | 7556                    | 13960       | 13104      |